# Nannoscincus greeri
Nannoscincus greeri — вид сцинкоподібних ящірок родини сцинкових (Scincidae). Ендемік Нової Каледонії.

## Поширення і екологія
Nannoscincus greeri відомі з кількох місцевостей, розташованих на сході центральної Нової Каледонії, в комунах Уаїлу і Пуандімьє. Вони живуть у вологих рівнинних тропічних лісах, на висоті від 100 до 500 м над рівнем моря. Ведуть наземний, напівриючий спосіб життя, ховаються під камінням і поваленими деревами, шукають їжу серед опалого листя.

## Збереження
МСОП класифікує цей вид як такий, що перебуває під загрозою зникнення. Nannoscincus greeri загрожує знищення природного середовища та хижацтво з боку інтродукованих мурах Wasmannia auropunctata.